# Cunaxa meiringi
Cunaxa meiringi är en spindeldjursart som beskrevs av Den Heyer 1979. Cunaxa meiringi ingår i släktet Cunaxa och familjen Cunaxidae. Inga underarter finns listade i Catalogue of Life.